# 御道站
御道站是杭州地铁9号线与19号线的一个车站，位于中华人民共和国浙江省杭州市上城区彭埠街道御道社区。该站位于钱江路御道路口，9号线为地下二层梯形岛式站台，19号线为高架侧式站台。“御道”一名来源于清乾隆帝南巡时经位于该地的一条小路去钱塘江边的传说:102，9号线车站于2022年4月1日启用，19号线车站于2022年9月22日启用。

## 结构

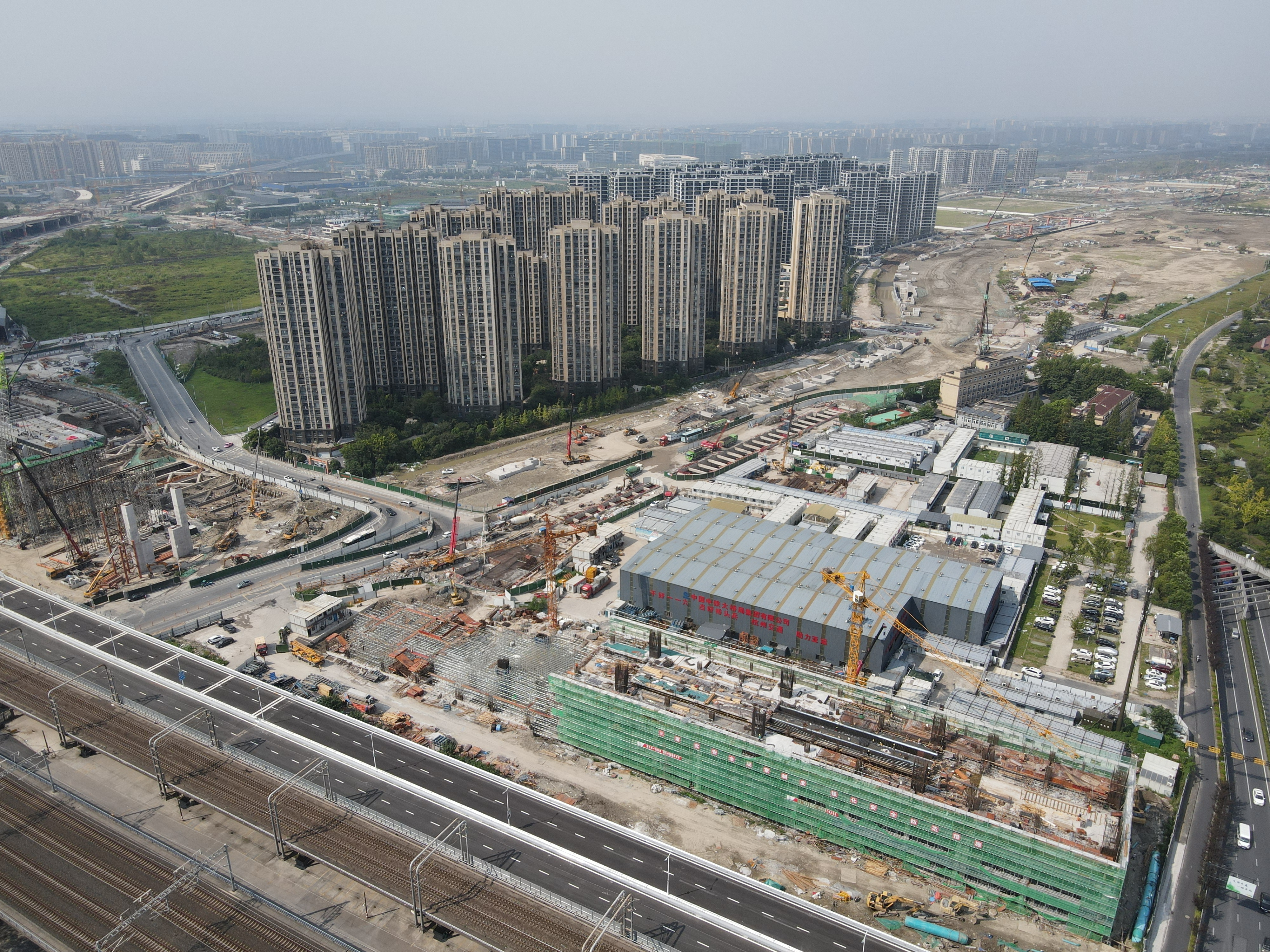
建设中的御道站，2021年8月，上方路面下为9号线站台，右下绿色建筑为机场快线站房

御道站位于杭海路西侧，杭海路与御道路交叉口处，沿钱江路东西走向布置。主体结构为地下二层，中心里程处顶板覆土约3.0m，地下二层结构底板基本处于粉砂层。主体结构标准段基坑开挖深度约18m，结合场地、地层及周边环境，御道站采用800mm厚地下连续墙+内支撑作为本车站主体基坑的围护结构形式；地下二层采用地下连续墙结合内支撑体系，地下连续墙配筋段（非配筋段深入下部隔水层）深约30m，明挖顺做法施工。结构采用全外包防水，地下二层侧墙为复合墙，围护结构与内衬墙之间设置防水层。其中地铁部分为地下二层、双柱三跨现浇钢筋混凝土框架结构，车站大里程端为御五明挖区间，北侧结合物业开发共同设计。

### 楼层分布
| 2层  | 侧式站台，右侧开门 | 侧式站台，右侧开门                        | 侧式站台，右侧开门 | 侧式站台，右侧开门 |
|      |                    | █ 19号线 往火车西站（火车东站（东广场）） |                    |                    |
|      |                    | █ 19号线 往永盛路（平澜路）               |                    |                    |
|      | 侧式站台，右侧开门 |                                           |                    |                    |
| 地面 | 19号线站厅         | 出入口、自动售票机、客服中心              |                    |                    |
| B1层 | 9号线站厅          | 换乘通道、自动售票机、客服中心            |                    |                    |
| B2层 |                    | █ 9号线 往观音塘（三堡）                  |                    |                    |
|      | 岛式站台，左侧开门 |                                           |                    |                    |
|      |                    | █ 9号线 往龙安（五堡）                    |                    |                    |

## 设计
御道站为特色站，位于钱江新城二期“连堡丰城”起点，定位为空铁枢纽，是城市之间紧密相连的通道，延展了城市居民活动的空间，提高了杭州的城市发展服务水平。空间以灯光的串联展现空铁枢纽运作轨迹，展现城市物联生活新生态。
- 御道站9号线站台为梯形
- 19号线站台
- 9号线站厅
- 9号线站厅
- 19号线地面站厅
- 9号线站厅灯饰
- 19号线开通前的换乘通道预留
- 9号线-19号线换乘通道
- 大字壁

## 出入口
| 编号                                                        | 出口标识   | 建议前往的目的地   | 照片 |
| ----------------------------------------------------------- | ---------- | ------------------ | ---- |
| 出EXIT A                                                    | 钱江路南侧 | 之江东路           |      |
| 出EXIT B （暂未开通）                                       | 钱江路北侧 |                    |      |
| 出EXIT C                                                    | 钱江路北侧 | 御道路、凤起东路   |      |
| 出EXIT D （暂未开通）                                       | 钱江路南侧 | 之江东路           |      |
| 出EXIT E                                                    | 钱江路北侧 | 御道路、凤起东路   |      |
| 出EXIT F （暂未开通）                                       |            | 之江东路、塘工局路 |      |
| 註： 设有卫生间 \| 设有第三卫生间 \| 设有母婴室 \| 设有电梯 |            |                    |      |